# Guichard di Troyes
Guichard (Villemaur-sur-Vanne, ... – 22 gennaio 1316 o 1317) è stato un vescovo cattolico francese, vescovo di Troyes e di Bosnia.

## Biografia
Guichard nacque attorno alla metà del XIII secolo a pochi passi dal Priorato di San Flavito (Saint-Flavit) a Villemaur-sur-Vanne da Jean Guichard e Agnes.
Divenuto monaco presso l'abbazia di Montier-la-Celle, dalla quale dipendeva il priorato di Villemaur, dal 1297 divenne priore di Sant'Aigulfo (Saint-Ayoul) a Provins. Nella sua posizione, divenne un protetto della contessa di Champagne Bianca d'Artois, sino ad essere eletto, tra la fine del 1283 e gli inizi del 1284 abate nella stessa Montier-la-Celle.
Nel 1298 fu scelto dal capitolo della cattedrale di Troyes per succedere a Jean di Nanteuil al vescovato, venendo consacrato vescovo a Troyes nel 1299.
Fu coinvolto nella disputa tra Bonifacio VIII e Filippo IV il Bello: con il processo al vescovo di Pamiers Bernard Saisset, che era dalla parte del papa, Guichard, che faceva parte del partito del re, votò per la sua prigionia.
Nel 1308, tre anni dopo la morte di Giovanna I Navarra, moglie del re Filippo, venne accusato di aver avvelenato la regina assieme a Jean-de-Tayac e fu imprigionato per cinque anni. In seguito venne accusato del presunto omicidio il lombardo Nossle, il quale venne arrestato, processato e impiccato nel 1313.
Guichard, assolto nel 1314, venne infine rilasciato, ma non gli venne restituita la diocesi che, per intervento di Enguerrand de Marigny, venne invece assegnata a Jean d'Auxois. Finì invece in esilio a Đakovo, dove venne nominato vescovo di Bosnia.

### Fonti
- Notice sur les archevêques de Sens et les évêques d'Auxerre, Sens, 1855.
- Jean Charles Courtalon-Delaistre, Topographie historique de la ville et du diocèse de Troyes, vol.1, Veuve Gobelet à Troyes & Antoine Fournier à Paris, 1793, pp. 365–367.

| Controllo di autorità | VIAF (EN) 203109376 · CERL cnp00674243 · GND (DE) 130393290 · BNF (FR) cb16180338b (data) |